# MiniDiscs (Hacked)
Título a ser usado para criar uma ligação interna é MiniDiscs (Hacked).
MiniDiscs [Hacked] é um álbum de compilação da banda de rock inglesa Radiohead, foi lançado no ano de 2019. São mais de 16 horas de demos, ensaios, apresentações ao vivo e outros materiais gravados enquanto a banda trabalhava no OK Computer, de 1997.
As gravações foram retiradas de MiniDiscs pertencentes ao cantor Thom Yorke e não tinham nenhum intenção de serem lançadas até que foi vazado na internet, o Radiohead os lançou através do Bandcamp (site de compartilhamento de música) por 18 dias, e com todos os lucros foi para o grupo ambientalista, Extinction Rebellion.
A compilação recebeu críticas positivas. Embora os críticos tenham dito que seu tamanho seja assustador para alguns ouvintes, eles elogiaram a visão sobre a criação do terceiro álbum.

## Conteúdo
MiniDiscs [Hacked] contém mais de 16 horas de demos, ensaios, cenas descartadas e apresentações ao vivo gravadas enquanto a banda trabalhava em seu terceiro álbum, OK Computer (1997). Inclui músicas inéditas, mixagens alternativas, versões iniciais de músicas do OK Computer (como por exemplo uma versão estendida de "Paranoid Android") e versões das músicas posteriores "Lift", "True Love Waits", "Nude", "Last Flowers", "Motion Picture Soundtrack" e "Life in a Glasshouse". "Poison" é uma versão inicial de "Exit Music (For a Film)", porém com letras diferentes.
As gravações foram retiradas através de MiniDiscs pertencentes ao cantor do Radiohead, Thom Yorke. Embora alguns canções tenham sido lançados na reedição do OK Computer de 2017, a maioria da canções não foi planejada para lançamento.

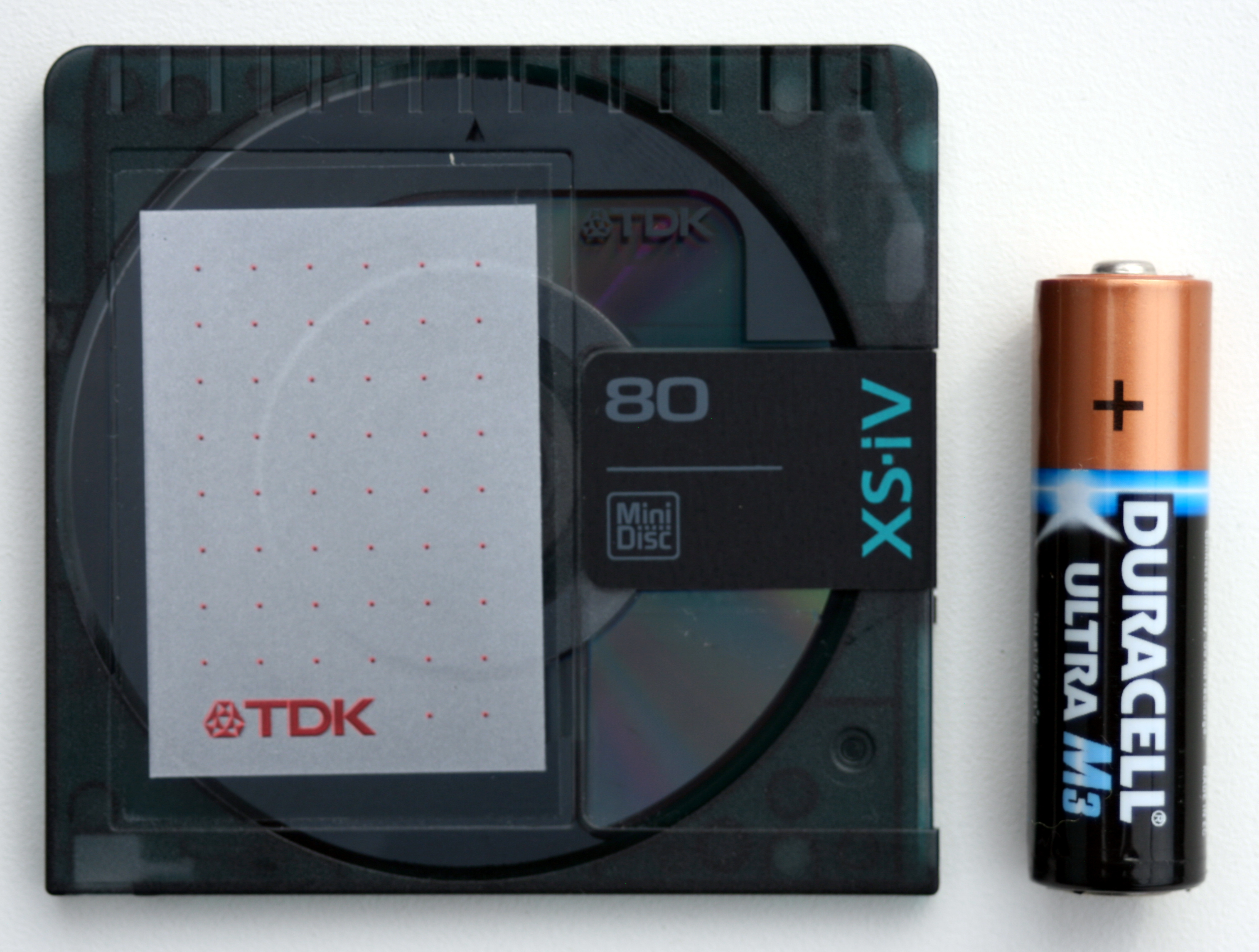
As gravações foram tiradas a partir de MiniDiscs (exemplo na foto com uma pilha para comparar o tamanho).

No dia 5 de junho de 2019, as gravações foram vazaram na internet por um colecionador que eram se identificado como "Zimbra" e disse que a havia trocado por gravações inéditas dos Beatles. Eles podem ter sido roubados enquanto o material arquivado estava sendo preparado para a reedição do OK Computer. O guitarrista Ed O'Brien disse que eles foram hackeados do arquivo em nuvem do Radiohead.
De acordo com relatos conflitantes, Zimbra inicialmente exigiu um resgate de US$ 150.000 para não divulgar as gravações. De acordo com uma investigação da Pitchfork, Zimbra esperava vendê-los aos fãs. Zimbra disse à Pitchfork que a história do “resgate” foi tirada de “fora do contexto”. Um fã que negociou com Zimbra disse que não acreditava que extorsão fosse sua intenção: "Ele nunca nos disse nada que sugerisse que estava tentando obter dinheiro da banda, apenas dos fãs.". Zimbra liberou as gravações gratuitamente após a notícia ter sido divulgada na plataforma de discussão Reddit.
No 11 de junho, o Radiohead disponibilizou as gravações para transmissão ou compra no Bandcamp por 18 dias. Todos os lucros arrecadado foram para o grupo ambientalista Extinction Rebellion, arrecadou aproximadamente £ 500.000. O lançamento oficial removeu as gravaçãos de campo de 12 minutos e material não autoral da banda, como vários minutos de uma trilha sonora de James Bond. O guitarrista Jonny Greenwood escreveu no Twitter que a coleção era "apenas tangencialmente interessante", enquanto Yorke escreveu na página do Bandcamp: "Como está lá fora, pode muito bem ficar lá até que todos nós fiquemos entediados e sigamos em frente."

## Recepção
| Críticas profissionais | Críticas profissionais |
| Pontuações agregadas   | Pontuações agregadas   |
| Fonte                  | Avaliação              |
| ---------------------- | ---------------------- |
| Metacritic             | 82/100                 |
| Avaliações da crítica  |                        |
| Fonte                  | Avaliação              |
| The Guardian           | [ 13 ]                 |
| The Daily Telegraph    | [ 14 ]                 |

A Pitchfork escreveu para MiniDiscs [Hacked] que "não proporcionavam uma experiência auditiva ideal" e "seriam de interesse apenas para os fãs mais obstinados do Radiohead". Eles observaram que "alguns momentos de brilhantismo (e estranheza)", incluindo as canções acústicas de Yorke, a estendida "Paranoid Android" e uma versão alternativa de "Lift" que "poderia ter chegado ao topo das paradas".
Entanto, o The Guardian sentiu que MiniDiscs [Hacked] tinha mérito "mesmo para fãs menos nerds", e escreveu que "era uma crônica infinitamente interessante de uma banda reinventando o mainstream ao rejeitá-lo... Ele mostra o funcionamento interno do que é considerado por muitos como o melhor álbum da década de 1990, mostrando como eles caminharam ao lado e depois se afastaram do Britpop impetuoso que os cercava."
O New Statesman escreveu que "começar, pular e rolar" pelas longas faixas "cria uma experiência surpreendentemente libertadora, semelhante a vagar pelo palácio da memória subconsciente do Radiohead e ocasionalmente encontrar o familiar em uma forma diferente". O Quietus elogiou as performances ao vivo "impressionantes" e particularmente as demos de Yorke, e escreveu sobre a "revelação nada romântica" do processo de criação musical.

## Lista de faixas
A cada MiniDisc é incluído como uma única faixa com uma duração aproximadamente ao uma hora. O conteúdo não é dividido em faixas individuais. Os fãs montaram um documento no Google Docs para identificar músicas e carimbos de data/hora.

Todas as faixas foram escritas pelo Thom Yorke, Jonny Greenwood, Philip Selway, Ed O'Brien e Colin Greenwood
| N.º            | Título         | Duração  |  |
| 1.             | "MD111"        | 1:10:47  |  |
| 2.             | "MD112"        | 1:01:27  |  |
| 3.             | "MD113"        | 1:05:08  |  |
| 4.             | "MD114"        | 57:21    |  |
| 5.             | "MD115"        | 57:04    |  |
| 6.             | "MD116"        | 25:57    |  |
| 7.             | "MD117"        | 55:28    |  |
| 8.             | "MD118"        | 57:03    |  |
| 9.             | "MD119"        | 53:37    |  |
| 10.            | "MD120"        | 58:17    |  |
| 11.            | "MD121"        | 1:00:21  |  |
| 12.            | "MD122"        | 1:13:13  |  |
| 13.            | "MD123"        | 17:52    |  |
| 14.            | "MD124"        | 1:12:22  |  |
| 15.            | "MD125"        | 56:10    |  |
| 16.            | "MD126"        | 1:08:04  |  |
| 17.            | "MD127"        | 26:49    |  |
| 18.            | "MD128"        | 41:52    |  |
| Duração total: | Duração total: | 16:18:52 |  |

## Links externos
- Radiohead no Bandcamp (link do arquivo a partir de 12 de junho de 2019)
- MiniDiscs [Hacked] (em inglês) no Discogs
- Documento criado por um fã catalogando o conteúdo da compilação (link do arquivo a partir de 25 de outubro de 2023) – via Google Docs